# Chiesa di Santa Maria della Febbre
La cappella o chiesa di Santa Maria della Febbre era una chiesa di Roma posta in adiacenza all'antica basilica costantiniana di San Pietro e ricavata da un mausoleo imperiale. Con la costruzione della nuova basilica l'edificio inizialmente fu utilizzato come sagrestia e poi demolito.

## Storia e descrizione
Il suo nome era dovuto ad un'immagine sacra invocata come protettrice contro le febbri malariche. Era denominata anche Rotonda di Sant'Andrea ed era uno dei due edifici a pianta centrale posti sul fianco meridionale della grande costruzione paleocristiana, sorti in origine come mausolei funebri di epoca imperiale. L'altro, demolito durante la costruzione del braccio meridionale di San Pietro nel XVI secolo, era conosciuto come Rotonda o Cappella di Santa Petronilla. 
Prese la denominazione di cappella di Sant'Andrea nel 1462, quando la reliquia della testa dell'apostolo, messa in salvo dall'invasione della Morea da parte dei Turchi, giunse in Italia attraverso il porto di Ancona e fu condotta a Roma dove il cardinale Bessarione la consegnò a Pio II al ponte Milvio e fu portata in corteo fino alla basilica di san Pietro.
Nel giugno del 1484 veniva ricordata da Giacomo Gherardi detto il Volterrano per esservi sepolto l'ufficiale pontificio Leone da Montesecco morto durante l'assedio di Marino.
A poco distanza sorgeva l'obelisco Vaticano che fu poi spostato nel 1586 da Domenico Fontana per papa Sisto V di fronte alla nuova basilica ancora in costruzione. La cappella di Santa Maria della Febbre sopravvisse durante tutte le fasi costruttive della nuova basilica tra il XVI ed il XVII secolo e fu adibita a sacrestia della grande chiesa. Per un periodo accolse anche la Pietà di Michelangelo. Tuttavia le esigenze di culto fecero sì che nel 1777, durante il pontificato di papa Pio VI, la costruzione fosse distrutta proprio per far posto alla nuova sacrestia di Carlo Marchionni.